# Balta Albă (rezervație)
Balta Albă este o arie protejată de interes național ce corespunde categoriei a IV-a IUCN (rezervație naturală de tip geologic și zoologic) situată în teritoriile administrative ale județelor Buzău și Brăila.

## Localizare
Aria naturală cu o suprafață de 1.167 hectare se află în Câmpia Râmnicului, în extremitatea estică a județului Buzău și cea nord-vestică a județului Brăila, pe teritoriul estic al comunei Balta Albă și cel nord-vestic al comunei Grădiștea, lângă drumul național DN22 Buzău - Brăila.

## Descriere
Rezervația naturală a fost declarată arie protejată prin Legea Nr.5 din 6 martie 2000 (privind aprobarea Planului de amenajare a teritoriului național - Secțiunea a III-a - zone protejate) și reprezintă un lac natural (luciu de apă) și zona împrejmuitoare (turbării și pajiști) a acestuia, aflat în partea nord estică a Câmpiei Române, ce asigură condiții de hrană, cuibărit și viețuire pentru mai multe specii de păsări migratoare, de pasaj sau sedentare.